# Heliotropium ciliatum
Heliotropium ciliatum là loài thực vật có hoa trong họ Mồ hôi. Loài này được Kaplan mô tả khoa học đầu tiên.